# منهیت

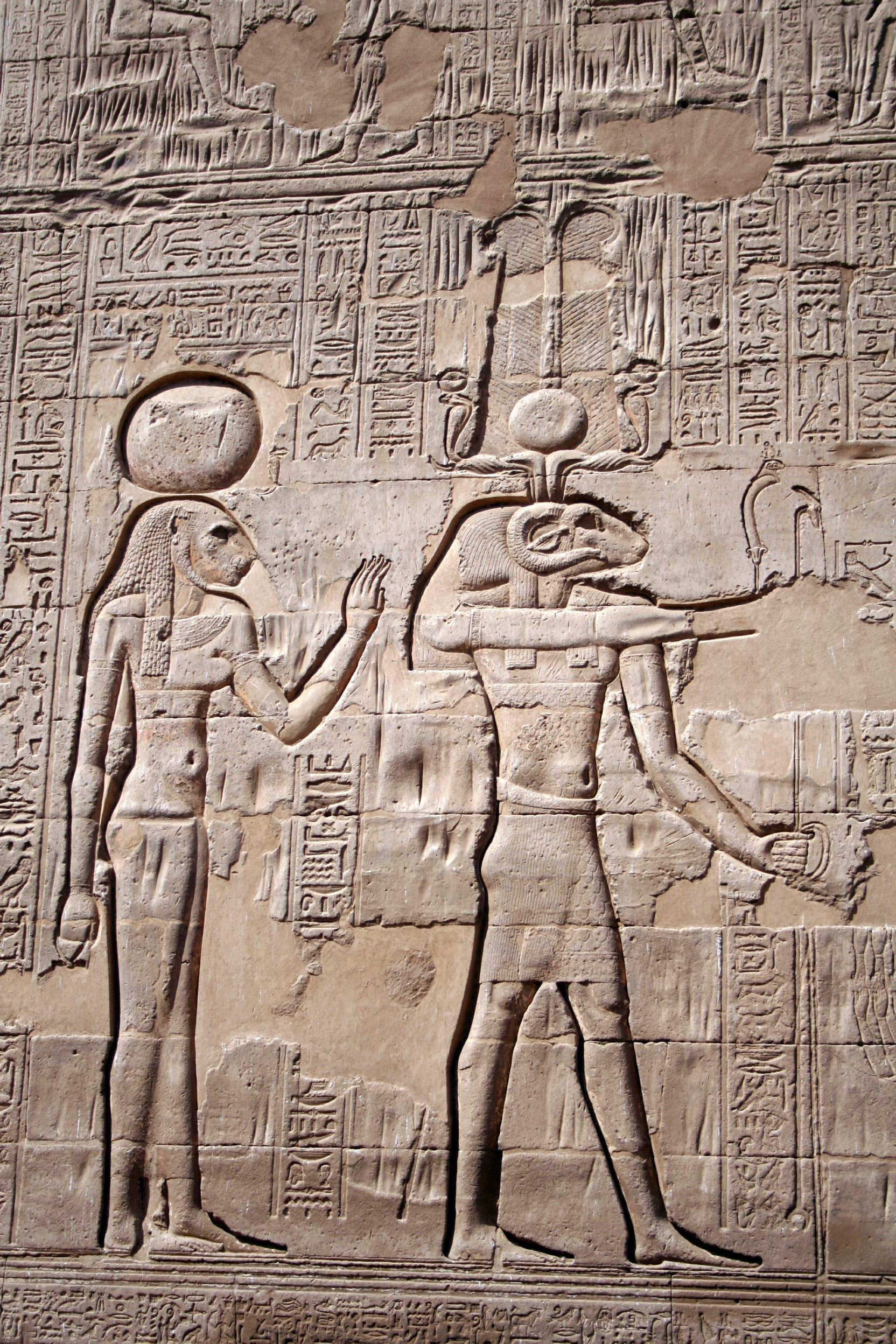
منهیت در چپ در کنار خنوم بر روی دیواری در معبد اسنا

در دین مصر باستان، مِنهیت یک خدای جنگ مونث بود که از قبایل نامصری به فرهنگ مصر باستان وارد شد. نام او معنایی رزمی داشته و به شکل (اویی که) کشتار می‌کند بوده.
هنگام معرفی شدن این خدا به دیگر خدایان مصر باستان، او هم‌راستا با آنهور گشت. گفته می‌شود که او از نوبه به همراه آنهور آمد، کسی که همسر او نیز به شمار می‌رفت.
به دلیل ویژگی‌های تخاصمی نسبت داده شده به این خدا و روش‌های شکار ماده‌شیر، بیشتر آنچه در مصر باستان با جنگ و نبرد در ارتباط بود به شکل شیر به تصویر کشیده میشد و منهیت نیز از این قاعده مستثنا نبود. او به شکل یک ایزدبانوی ماده‌شیر به تصویر کشیده شد. باور مصریان بر این بود که او در صحنه نبرد در جلوی ارتش مصر حرکت می‌کرد و دشمنان را با پنجه‌های تیزش می‌درید.
در سومین خره مصر علیا، به ویژه در اسنا، باور بر این بود که منهیت همسر خنوم و مادر هکا بوده است. از آنجا که مرکز آیین او رو به سوی مرزهای جنوبی مصر در مصر علیا داشت، او به شدت هم‌رده سخمت خدای ماده‌شیر جنگ در مصر علیا شد. پس از یکپارچه شدن دو مصر، این خدا به سادگی تنها نمودی دیگر از سخمت گشت. 